# Kaffekvarn

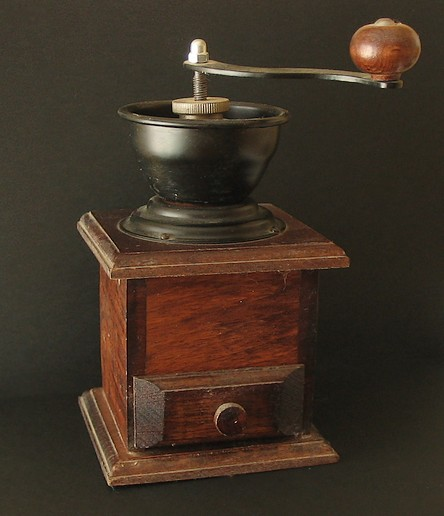
Hushållskaffekvarn

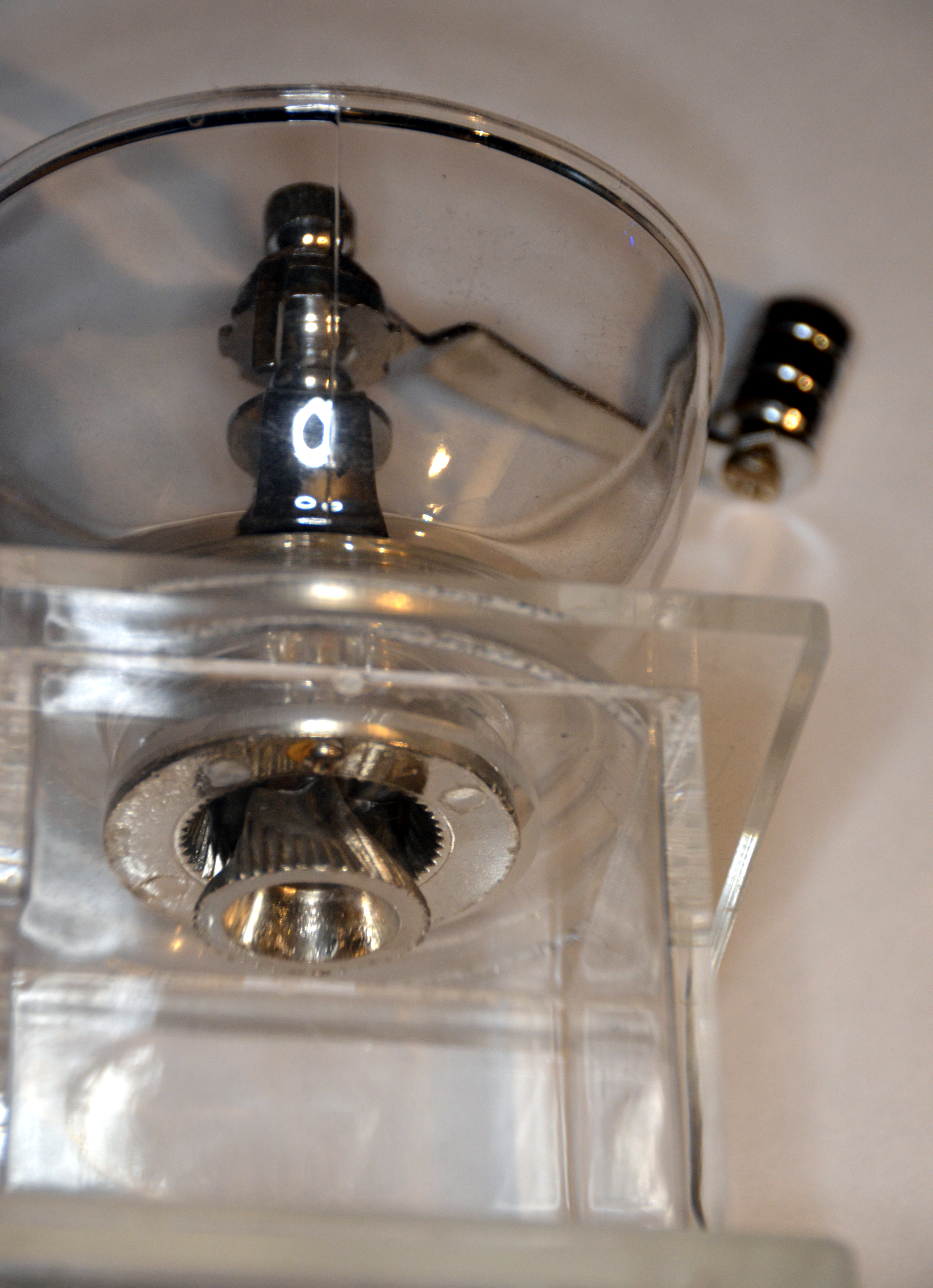
Kvarnmekanism i en mekanisk kaffekvarn.

En kaffekvarn är en anordning för att mala rostade kaffebönor.
Innan elektriciteten kom, var kaffekvarnen manuell. Den bestod av en tratt där man hällde bönorna. I mitten satt en vev och den förde ner kaffebönorna i en kross längst ner i tratten. Det färdigmalda kaffet fångades upp under krossen i en liten låda.
Med elektriciteten kom också eldrivna kaffekvarnar som istället för att krossa bönorna hackade sönder dem med knivar, som en mixer eller eldrivna kaffekvarnar som fungerar på samma sätt som de manuella med valsar. Då blev det också vanligt att köpa färdigmalda kaffebönor. 

## Kaffekvarnar i film och litteratur
- Dansar med vargar (1990) - Dunbar mal kaffe när bland annat Sparkande Fågeln och Vind I Håret är på besök. Alla sitter med en mugg i handen och Dunbar sitter bara och vevar och vevar.
- Godnatt, jord av Ivar-Lo Johansson (1933) maler Mikael krut i en kaffekvarn.
- Vägen ut av Harry Martinsson låter knarret från en kaffekvarn som "skrattet av en skördemaskin" när Olivia stödjer den mot sin gravidmage och mal.

## Galleri

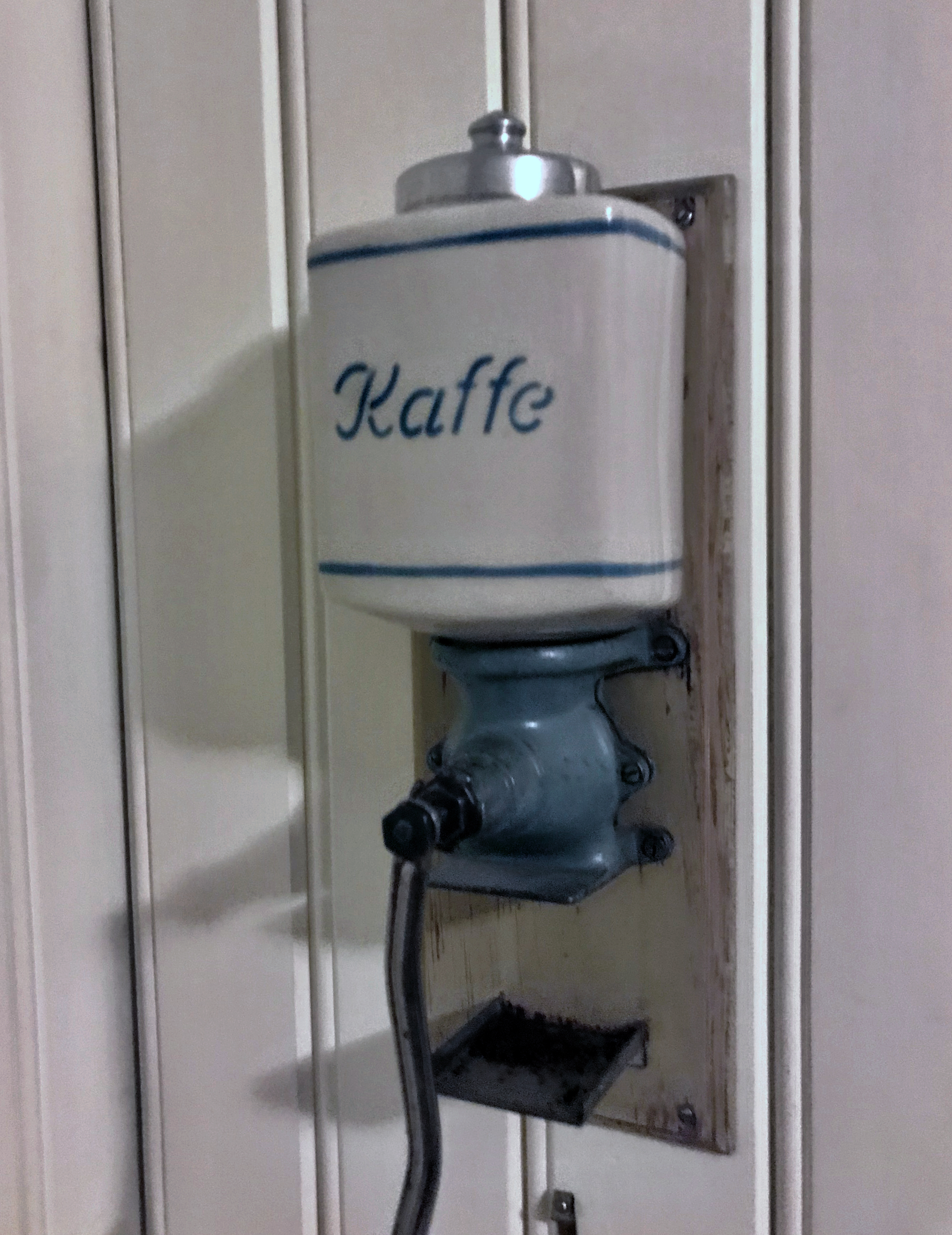
Vägghängd kaffekvarn från Rörstrands porslinsfabrik, 1940-talet. Kaffekvarnen är monterad på träplatta för vägghängning. Kaffekvarnen finns i Järnhandlarens hus, Skansen.
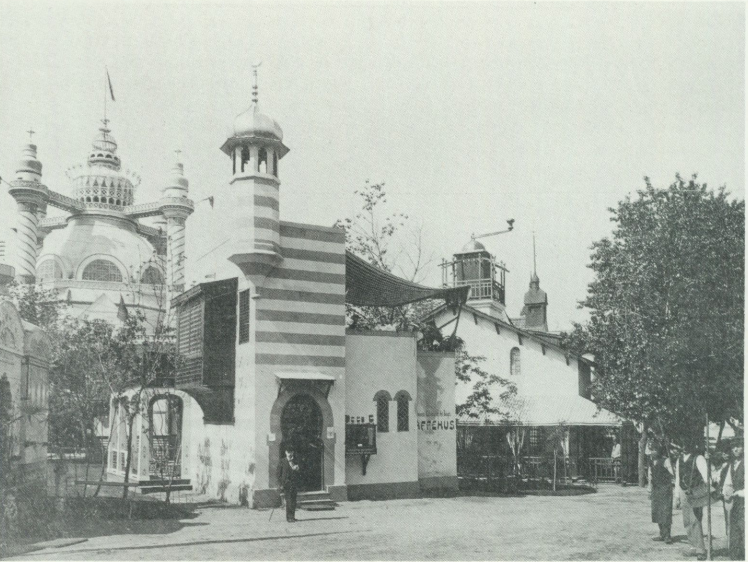
Svenska maltkaffefabrikens paviljong "Kaffekvarnen" i bakgrunden. Bild från Stockholmsutställningen 1897.
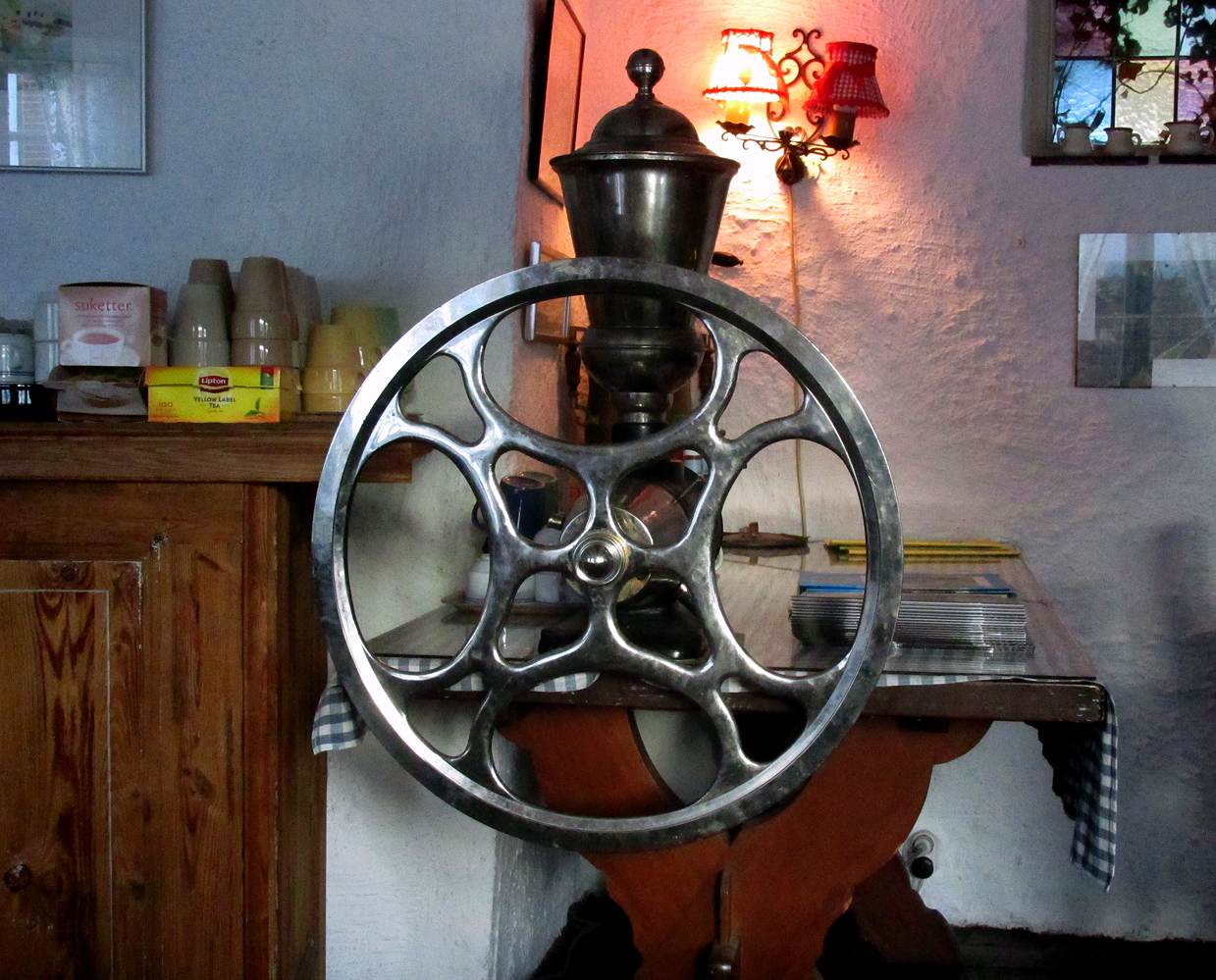
En elektrisk kaffekvarn med svänghjul.
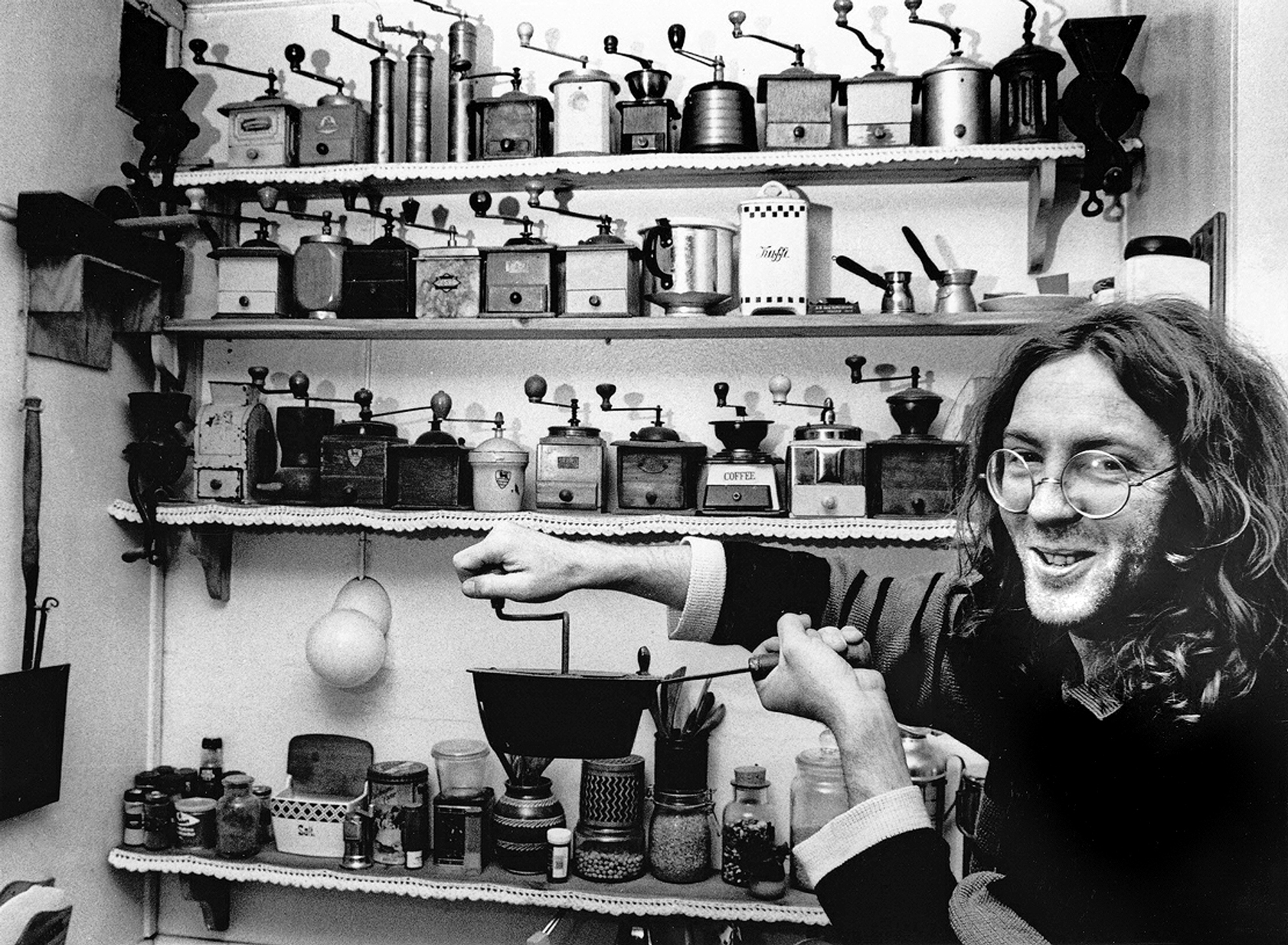
Kaffekvarns-samlaren Per Persson 1988.
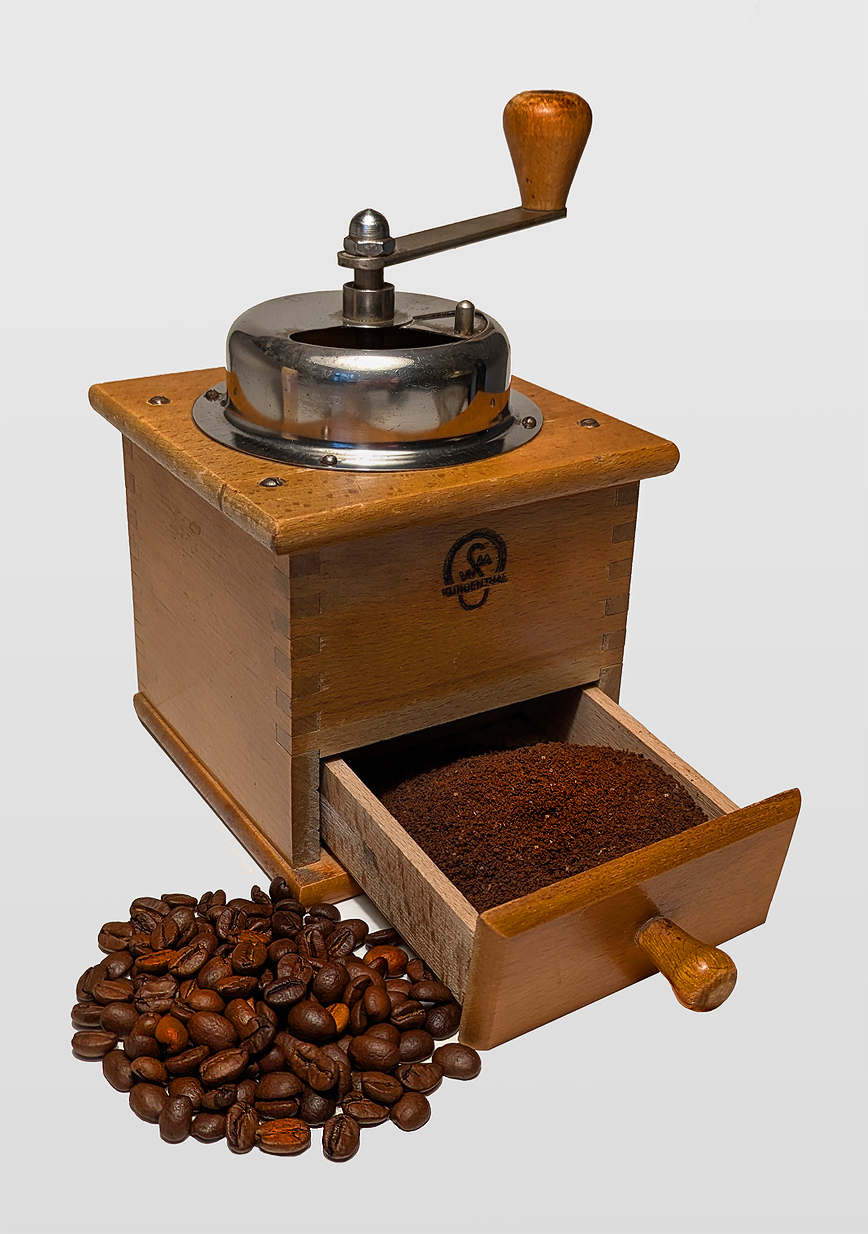
En kaffekvarn från tyska Klingenthal.